# قومية بربرية

علم أمازيغي يحمله ناشط جزائري

القومية البربرية هي حركة سياسية وتَمَثُّلٌ للقومية العرقية عند طائفة من الأمازيغ، انطلقت في الجزائر وانتشرت لاحقا في بقية بلاد شمالي أفريقيا. ينبغي تمييز الواقع البربري، أي واقعَ وجود الأمازيغ الذين يمتازون بلغة أو لغات أمازيغية ويتناقلون إرثا ثقافيا عريقا، عن القومية البربرية التي تهدف من خلال تفسير أيديولوجي لتاريخ شمالي أفريقيا إلى الخروج بنتائج سياسية.